# Callobius tamarus
Callobius tamarus är en spindelart som först beskrevs av Chamberlin och Ivie 1947.  Callobius tamarus ingår i släktet Callobius och familjen mörkerspindlar. Inga underarter finns listade.